# Plans (album)
Pour les articles homonymes, voir Plan.
Albums de Death Cab for Cutie
The John Byrd E.P.
(2005) ITunes Originals
(2005)
Plans est le cinquième album de Death Cab for Cutie sorti le 30 août 2005
Il a été nommé pour les 48e Grammy Award dans la catégorie "Best Alternative Music album" qui ont eu lieu le 8 février 2006.
Plans est un disque d'or, ayant été écoulé à plus de 823 000 copies aux États-Unis .
En 2006, un DVD appelé Directions est sorti. C’est en fait une anthologie de 11 courts-métrages inspirés par les chansons de Plans

## Liste des titres
1. Marching Bands of Manhattan (Gibbard) – 4:12
2. Soul Meets Body (Gibbard) – 3:50
3. Summer Skin (Gibbard/McGerr/Walla) – 3:14
4. Different Names for the Same Thing (Gibbard) – 5:08
5. I Will Follow You into the Dark (Gibbard) – 3:09
6. Your Heart Is an Empty Room (Gibbard) – 3:39
7. Someday You Will Be Loved (Gibbard/Walla) – 3:11
8. Crooked Teeth (Gibbard/Walla) – 3:23
9. What Sarah Said (Gibbard/Harmer) – 6:20
10. Brothers on a Hotel Bed (Gibbard/Walla) – 4:31
11. Stable Song (Gibbard) – 3:42

## Personnel
- Benjamin Gibbard (voix, guitare, piano)
- Jason McGerr (batterie)
- Nicholas Harmer (basse)
- Chris Walla (guitare, orgue, piano électrique)